# Хвальватн
Хва́льватн (исл. Hvalvatn) — озеро в нескольких километрах к востоку от Хвальфьорда (исл. Hvalfjörður), неподалёку от вулкана Хвальфедль в западной части Исландии. Площадь озера составляет 4,1 км². Глубина озера — 180 метров. Это второе по глубине озеро в Исландии.
Из озера берёт начало река Ботснау, на которой находится водопад Глимур (исл. Glymur) — самый высокий водопад в стране.
Название озера на исландском языке означает «Китовое озеро».